# Hanna (gmina)
Hanna – gmina wiejska w województwie lubelskim, w powiecie włodawskim. W latach 1975–1998 gmina położona była w województwie bialskopodlaskim.
W obrębie gminy znajdują się wsie: Hanna (siedziba gminy), Dańce, Dołhobrody, Holeszów, Holeszów PGR, Janówka, Konstantyn, Kuzawka, Lack, Nowy Holeszów, Pawluki oraz Zaświatycze.
Współczesna gmina Hanna (od 1973 roku) odpowiada w zasadzie terytorium gminy Sławatycze sprzed 1954 roku (oprócz samych Sławatycz), natomiast współczesna gmina Sławatycze, poza Sławatyczami, obejmuje części obszarów dawnych gmin Tuczna i Zabłocie.
Według danych z 30 czerwca 2004 gminę zamieszkiwało 3387 osób.

## Struktura powierzchni
Według danych z roku 2002 gmina Hanna ma obszar 139,02 km², w tym:
- użytki rolne: 77%
- użytki leśne: 17%

Gmina stanowi 11,07% powierzchni powiatu.

## Demografia

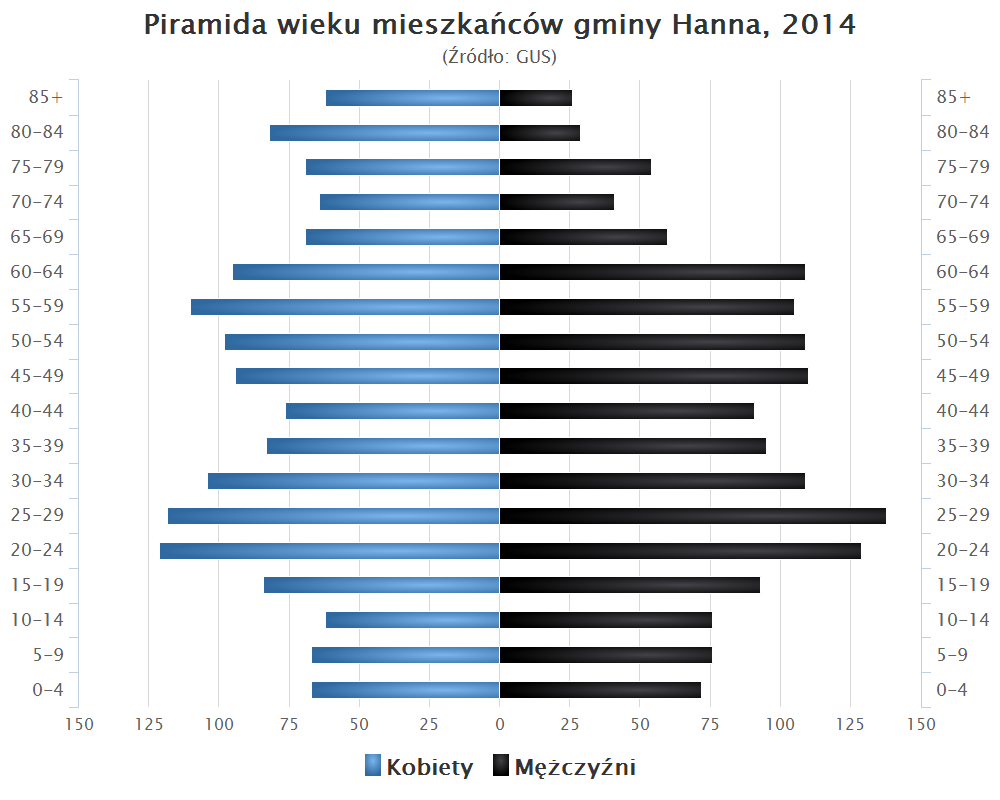
Piramida wieku mieszkańców gminy Hanna w 2014 roku

Dane z 30 czerwca 2004:
| Opis                              | Ogółem | Ogółem | Kobiety | Kobiety | Mężczyźni | Mężczyźni |
| --------------------------------- | ------ | ------ | ------- | ------- | --------- | --------- |
| jednostka                         | osób   | %      | osób    | %       | osób      | %         |
| populacja                         | 3387   | 100    | 1679    | 49,6    | 1708      | 50,4      |
| gęstość zaludnienia (mieszk./km²) | 24,4   | 24,4   | 12,1    | 12,1    | 12,3      | 12,3      |

## Historia
Teren gminy Hanna w X wieku był obszarem ścierania się wpływów Polski i Rusi. Od końca XI wieku wchodzi w skład Rusi, a później w Rusi Halicko-Włodzimierskiej a od XIV wieku w skład Wielkiego Księstwa Litewskiego. Po zawarciu unii lubelskiej (1569 r.) do końca istnienia Rzeczypospolitej Obojga Narodów wchodził w skład województwa brzeskolitewskiego i powiatu brzeskiego.
W 1795 r. teren gminy Hanna znalazł się w zaborze austriackim. Początkowo w cyrkule bialskim, a od 1804 r. w okręgu włodawskim w cyrkule włodawskim z siedzibą w Białej. W 1810 roku teren gminy Hanna został włączony do utworzonego powiatu włodawskiego będącego częścią departamentu siedleckiego w Księstwie Warszawskim. Od roku 1816 do 1844 teren gminy należał do powiatu włodawskiego, który był częścią obwodu radzyńskiego województwa podlaskiego (do 1837) i guberni podlaskiej (w latach 1837-1844). W latach 1844–1866 teren gminy był częścią okręgu włodawskiego w powiecie radzyńskim w guberni lubelskiej. 1 stycznia 1867 teren gminy został wyłączony z reaktywowanego powiatu włodawskiego i włączony do powiatu bialskiego guberni siedleckiej. W 1912 roku teren gminy wchodzi w skład nowo utworzonej guberni chełmskiej.
W okresie międzywojennym teren gminy znajdował się w województwie lubelskim. 1 stycznia 1923 teren gminy przyłączono do powiatu włodawskiego w tymże województwie.
Po II wojnie światowej teren gminy zachował przynależność administracyjną do powiatu włodawskiego aż do likwidacji powiatów w 1975 r. Według stanu z dnia 1 lipca 1952 roku gmina składała się z 11 gromad: Dańce, Dołhobrody, Hanna, Holeszów, Holeszów kolonia, Janówka, Kuzawka, Lack, Pawluki, Sławatycze i Zaświatycze. Jednostka została zniesiona 29 września 1954 roku wraz z reformą wprowadzającą gromady w miejsce gmin. Gminę reaktywowano 1 stycznia 1973 roku, w powiecie włodawskim znajdowała się do likwidacji powiatów w 1975. W latach 1975–1998 gmina położona była w województwie bialskopodlaskim. Od 1999 gmina ponownie należy do powiatu włodawskiego.

## Sołectwa
Dańce, Dołhobrody, Hanna, Holeszów, Holeszów PGR, Janówka, Konstantyn, Kuzawka, Lack, Nowy Holeszów, Pawluki, Zaświatycze.

## Sąsiednie gminy
Sławatycze, Sosnówka, Tuczna, Włodawa, Wyryki. Gmina położona jest przy granicy z Białorusią i poprzez Bug sąsiaduje na wschodzie z białoruskimi sielsowietami Domaczewo i Tomaszówka, leżącymi w rejonie brzeskim obwodu brzeskiego.